# Леви (озеро)
Леви — пресноводное озеро на территории Костомукшского городского округа Республики Карелии.

## Общие сведения
Площадь озера — 3,7 км², площадь водосборного бассейна — 44,4 км². Располагается на высоте 229,0 метров над уровнем моря.
Форма озера лопастная, продолговатая: оно вытянуто с запада на восток. Берега изрезанные, каменисто-песчаные, местами заболоченные.
Через озеро протекает река Судно, впадающая в озеро Верхнее Куйто.
В залив на северной стороне озера впадает ручей, текущий и озера Сийко.
В озере более десяти безымянных островов различной площади, однако их количество может варьироваться в зависимости от уровня воды.
Озеро расположено в трёх километрах от Российско-финляндской границы.
Код объекта в государственном водном реестре — 02020000811102000004098.